# تفجير مديرية أمن الدقهلية
تفجير مديرية أمن الدقهلية وقع في المنصورة ليلة 24 ديسمبر 2013، قتل فيه 16 شخص وجرح نحو 150 آخرين حسب وزارة الداخلية. أصدر تنظيم أنصار بيت المقدس بياناً أعلن فيه رسمياً مسؤوليته عن التفجير، ولكن الحكومة أصرت على تورط الإخوان المسلمين وقامت بتكثيف حملتها ضد الجماعة. كما أعلنت السلطات في يومها إدراج جماعة الإخوان المسلمين منظمةً إرهابيةً.